# 康斯坦丁诺斯·米佐塔基斯

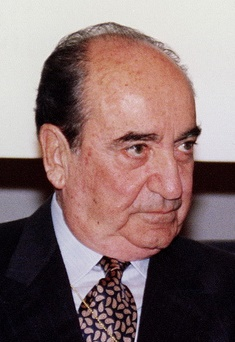
康斯坦丁诺斯·米佐塔基斯

康斯坦丁诺斯·米佐塔基斯（羅馬化：Konstantínos Mitsotákis；1918年10月18日—2017年5月29日），希腊新民主黨政治人物，1990年4月11日至1993年10月13日担任第76任希腊总理。

## 生平
康斯坦丁诺斯·米佐塔基斯生于克里特岛哈尼亚。他出生于政治世家，祖父、父皆曾担任议员。他早年在雅典大学学习经济与法律。2017年5月29日在希腊雅典逝世，享年98岁。